# گرگور کلگین
گرگور کِلِگین (انگلیسی: Gregor Clegane؛ /ɡɹəˈɡɔ(ɹ) klɨˈɡeɪn/) شخصیتی خیالی در مجموعه داستان‌های خیالی-حماسی ترانه یخ و آتش اثر نویسندهٔ آمریکایی جرج آر. آر. مارتین و اقتباس تلویزیونی آن بازی تاج‌وتخت است.
این شخصیت نخستین بار در رمان بازی تاج‌وتخت (۱۹۹۶) معرفی می‌شود و بعدها در نبرد پادشاهان (۱۹۹۸)، طوفان شمشیرها (۲۰۰۰) و رقصی با اژدهایان (۲۰۱۱) هم حضور می‌یابد.
او یک شوالیه نامدار و ملازم و خادم خاندان لنیستر است که به سبب جثه، دلاوری در نبرد، طبع بسیار خشن و خلق‌وخویِ غیرقابل کنترلش شهرت دارد. او برادر بزرگتر سندور کلگین (ملقب به «هاوند» یا «سگ شکاری») است و دشمن خونی یکدیگر هستند، چرا که گرگور در دوران کودکی، صورت سندور را با قساوت تمام به یک آتشدان برنج‌کاری چسبانده بود. گرگور کلگین بعدها با نام مستعار «رابرت استرانگ» محافظ شخصی سرسی لنیستر شد.
نقش این شخصیت خیالی را در مجموعهٔ تلویزیونی بازی تاج‌وتخت که محصول اچ‌بی‌او است، بازیگر استرالیایی کونن استیونز در فصل ۱، بازیگر ولزی ایان وایت در فصل ۲ و سرانجام ورزشکار و بازیگر ایسلندی هافثور یولیوش پی‌یرشون از فصل ۴ به بعد، ایفا می‌کنند.

## ویژگی‌های شخصیتی
سِر گرگور کلگین ملقب به «کوهِ سوارکار» یا «کوه» برادر بزرگتر سندور کلگین و دست‌نشاندهٔ تایوین لنیستر است. جثه و قدرت بی‌نظیرش از او جنگاوری خوف‌انگیز ساخته‌است و به سنگدلی و درنده‌خویی نیز شهرت دارد. در دوران کودکی، او صورت برادر کوچکترش را، به خاطر استفاده از اسباب‌بازی‌هایش، به یک آتشدان داغ چسبانده بود که داغ و نشان جراحت هولناک آن، برای همیشه روی صورت برادرش باقی ماند. طی دوران خدمتش به خاندان لنیستر، او مرتکب جرائم جنگی فراوانی شده‌است که از جملهٔ می‌توان به تجاوز و کشتار خانوادهٔ سلطنتی تارگرین اشاره کرد. او یکی از نخستین سربازان سپاه لنیستر بود که به‌دنبال شورش رابرت براتیون و در انتهایِ نبرد به‌منظور یک یورش چپاول‌گرانه، وارد کینگز لندینگ شدند. او به «شاهدخت اِلیا» تجاوز کرد و دو فرزندش رِینیس و اِگون را کشت؛ بغض و کینه‌ای که خاندان مارتل از همان ابتدای رمان بازی تاج‌وتخت در دل دارند.

## خط داستانی
در کتاب بازی تاج‌وتخت، تایوین لنیستر به تلافی ربودن تیریون لنیستر توسط کتلین استارک، وی را مأمورِ حمله به ریورلندز می‌کند. از سوی دیگر، جنگاور مشهور استارک‌ها «بریک دانداریون» مأموریت می‌یابد تا سر گرگور را دستگیر کند، اما سر گرگور در یک کمین‌گاه او را به‌دام انداخته و می‌کشد. در کتاب نبرد پادشاهان، سر گرگور و سپاهیانش، به حمله و نبرد در ریورلندز ادامه می‌دهند. تیریون لنیستر درخواست یک محاکمه از طریق مبارزه را می کند و خواهرش سرسی لنیستر، سر گرگور را به‌عنوان نماینده و مبارزِ خود در این دوئل معرفی می‌کند. برادر اِلیا مارتل اوبرین مارتل داوطلب می‌شود تا برای تیریون بجنگد و انتقام قتلِ خواهرش توسط سر گرگور را بگیرد. با آنکه در این نبرد اوبرین موفق به زخمی‌کردن سر گرگور با نیزه زهرآلود خود می‌شود، اما سر گرگور در نهایت پیروز می‌شود و ضمن اعتراف به قتل اِلیا و اِگون، جمجمهٔ اوبرین را با دستانش خُرد می‌کند. گرگور به دلیل مسمومیت از پای در می‌آید و بدنش را به استاد کای‌برن می‌دهند تا روی آن آزمایش کند. پس از «راهپیمایی کفاره» توسط سرسی، او از یک محافظ شخصی به نام «رابرت استرانگ» بهره می‌گیرد که هیکل و بدنی غول‌پیکر همچون سر گرگور دارد و بدنش به‌طور کامل با زره آهنین پوشیده شده‌است.

### در سریال تلویزیونی

#### فصل ۱
تایوین لنیستر او را برای حمله به ریورلند مأمور می‌کند. بریک دانداریون را می‌فرستند تا گرگور را دستگیر کند. با آغازِ جنگ، گرگور فرماندهٔ پیش‌قراولان و سپاه جناح چپ تایوین لنیستر شده و با تهدید و ارعاب، سربازانش را رهبری می‌کند.

#### فصل ۲
در غیاب تایوین، فرماندهی هرنهال به او واگذار می‌شود تا گروه شورشی «برادران بی‌پرچم» را یافته و سرکوب کند. این موضوع سبب فرار آریا استارک، گندری و هات‌پای از هرنهال می‌گردد.

#### فصل ۳
او پس از قتل‌عام زندانیان و شکست خوردن از اِدمور تالی در «استون میل»، هرنهال را ترک می‌کند و موفق به فرار به وسترلندز می‌گردد. راب استارک عموی خود را که برای کشاندنِ سر گرگور به یک تلهٔ خودساخته و کشتن او نقشه کشیده، سرزنش می‌کند.

#### فصل ۴
در جریان محاکمهٔ تیریون لنیستر، سرگرگور به‌عنوان نماینده و مبارزِ سرسی لنیستر انتخاب می‌شود و اوبرین مارتل که پس از قتل خواهرش الیا مارتل، از او کینه به‌دل دارد و به‌دنبال انتقام‌جویی است؛ به عنوان نماینده و مبارزِ تیریون لنیستر با سر گرگور می‌جنگد. با آنکه اوبرین موفق می‌شود با سرنیزهٔ زهرآلود خود، یک زخم جدی بر گرگور وارد کند، اما گرگور در نهایت با خُرد کردن جمجمهٔ اوبرین، وی را می‌کشد و در همان هنگام اعتراف می‌کند که به خواهرش تجاوز کرده، فرزندانش را کشته و از همه اینها لذت هم برده‌است؛ و سپس خودش از حال می‌رود. بعدها مشخص می‌شود که گرگور با «سم مانتی‌کور» مسموم شده و آرام‌آرام به سمت مرگ خواهد رفت. سرسی استاد کای‌برن را مأمور می‌کند تا گرگور را نجات دهد و کای‌برن پاسخ می‌دهد که این کار، گرگور را برای همیشه «تغییر» خواهد داد.

#### فصل ۵
اقدامات انجام‌شده برای نجات گرگور ظاهراً موفقیت‌آمیز است و او مجدداً سرپا و فعال می‌شود، اما این اقدامت ظاهر فیزیکی و رفتار او را تغییر داده‌است. سر گرگور قسم‌خورده که روزهٔ سکوت بگیرد و تا نابودی تمامی دشمنان سرسی، محافظ شخصی او باشد.

#### فصل ۶
سر گرگور محافظ شخصی سرسی است و تمام کسانی را که او را آزار داده یا مسخره می‌کنند، تهدید و مرعوب می‌کند. او با دستان خود، کلهٔ «ستیزه‌جویان فیث» را که برای دستگیری سرسی آمده‌اند، می‌کند. پس از آنکه سرسی «معبد بزرگ بیلور» را تخریب کرده و قدرت را به دست می‌گیرد؛ سر گرگور را مأمور شکنجهٔ خواهرراهبه «سپتا اونلا» می‌کند تا انتقام خود را بابت شکنجه‌شدنش توسط او در دوران زندانی بودن خود بگیرد.

چهرهٔ سر گرگور پس از اقدامات «استاد کای‌برن» برای نجات او به‌دنبال نبرد تن‌به‌تن با اوبرین مارتل

#### فصل ۷
سر گرگور به‌عنوان عضوی از تیم محافظتی ملکه، همراه سرسی است. او در فصل پایانی سریال با برادر خود سندور کلگین (ملقب به سگ شکاری) رو در رو می‌شود و سندور به وی می‌گوید که گرگور می‌داند چه کسی سرانجام به سراغش خواهد آمد و همیشه هم می‌دانسته‌است.

#### فصل ۸
وقتی دنریس تارگرین به کینگز لندینگ می‌رسد، سر گرگور با تمامی نیروهایش در آنجا حضور دارند. دنریس خواستار آزادیِ مشاور خود میساندی و تسلیم‌شدن سرسی لنیستر است. سرسی سرپیچی کرده و از سر گرگور می‌خواهد سر میساندی را از تن جدا کند. سر گرگور خود در قسمت یکی مانده به آخر، در نبردی با شمشیر، با برادر خود سندور درگیر می‌شود. سندور می‌فهمد که هرگز نمی‌تواند حریف سر گرگور شده و به او آسیب بزند، مگر آنکه جان خودش را هم فدا کند. در نتیجه سر گرگور را از لبهٔ پلکان «رد کیپ» هُل داده و هر دو به پائین و به درون یک آتش مهیب پرت می‌شوند.